# Chérépanovite
La chérépanovite est un minéral de la classe des sulfures. Il a été nommé en l'honneur de Vladimir Alexandrovitch Tcherepanov (1927-1983), géologue et minéralogiste russe dont le nom se transcrit en anglais Cherepanov.

## Caractéristiques
La chérépanovite est un arséniure de rhodium de formule chimique RhAs. En plus des éléments de sa formule, elle peut contenir des impuretés de ruthénium, platine et nickel. Elle cristallise dans le système orthorhombique sous forme de grains jusqu'à 0,5 mm et sous forme d'agrégats. Sa dureté sur l'échelle de Mohs est de 6.

## Classification
Selon la classification de Nickel-Strunz, la chérépanovite appartient à "02.C - Sulfures métalliques, M:S = 1:1 (et similaires), avec Ni, Fe, Co, PGE, etc." avec les minéraux suivants : achavalite, breithauptite, fréboldite, kotulskite, langisite, nickéline, sederholmite, sobolevskite, stumpflite, sudburyite, jaipurite, zlatogorite, pyrrhotite, smithite, troïlite, modderite, ruthénarsénite, westerveldite, millérite, mäkinenite, mackinawite, hexatestibiopanickélite, vavřínite, braggite, cooperite et vysotskite.

## Formation et gisements
La chérépanovite a été découverte en 1984 dans un placer avec d'autres minéraux d'éléments du groupe du platine issus d'un massif ultramafique dans une bande d'ophiolite sur la rivière Pekul'nei Nord, dans le district autonome de Tchoukotka (District fédéral extrême-oriental, Russie). On l'a également trouvée dans d'autres endroits de Russie, au Brésil, au Canada, aux États-Unis, en Inde, en Nouvelle-Zélande et en Afrique du Sud.